# Edition lex liszt 12
Die edition lex liszt 12 ist ein in Oberwart ansässiger Verlag, der im Jahr 1992 gegründet wurde und dessen Verlagsprogramm Themen mit Burgenlandbezug favorisiert.

## Verlagsgeschichte und Verlagsprogramm
1992 gründete Horst Horvath gemeinsam mit Peter Wagner und Max Wachter den Verlag edition lex liszt 12 im Offenen Haus Oberwart (Lisztgasse 12) mit dem Ziel der Förderung einer lebendigen Literatur- und Kulturszene im Burgenland. Schwerpunkt des Verlags sind Publikationen mit Burgenlandbezug, insbesondere die Aufarbeitung der Zeitgeschichte. Im Fokus stehen auch Publikationen, die sich mit der Volksgruppe der Roma und der Geschichte der jüdischen Gemeinden des Burgenlandes beschäftigen sowie sozial-, kultur- und gesellschaftspolitische Themen, wobei auch österreichische, europäische und globale Gesamtzusammenhänge berücksichtigt werden. Wert gelegt wird im Verlagsprogramm besonders auf die Thematisierung der sprachlichen und kulturellen Vielfalt des Burgenlandes.
Das Verlagsprogramm, das auch Belletristik, Lyrik und Kinderliteratur beinhaltet, berücksichtigt zudem die Bildende Kunst des Burgenlandes. Burgenländische Künstler sind eingeladen, Buchcovers sowie Illustrationen zu literarischen Texten zu gestalten, darüber hinaus werden Bildbände und Porträts bildender Künstler herausgegeben und künstlerische Cross-Over-Projekte durchgeführt. Neben Hörbüchern zählen auch CD- und DVD-Produktionen mit burgenländischen Musikern zum Repertoire des Verlags.
Verlagsleiter ist seit der Gründung im Jahr 1992 Horst Horvath. Die edition lex liszt 12 wird im Rahmen der Kunstförderung des Bundesministeriums für Kunst, Kultur, öffentlichen Dienst und Sport sowie durch das Land Burgenland unterstützt.

## Auszeichnungen
Das Verlagshaus wurde mehrfach mit Preisen ausgezeichnet, und zwar im Jahr 2011 mit dem Bruno-Kreisky-Preis für das politische Buch (Sonderpreis des Sozialdemokratischen Wirtschaftsverbandes Österreich für verlegerische Leistungen), im Jahr 2012 mit dem Regionalitätspreis Burgenland in der Kategorie Kunst/Kultur/Brauchtum und im Jahr 2017 mit dem Würdigungspreis der Burgenlandstiftung Theodor Kery.

## Autoren (Auswahl)
- Clemens Berger
- Gerhard Blaboll
- Thomas Brezina
- Manfred Chobot
- Wolfgang Dax
- Harald Fidler
- Sidonia Gall
- Christl Greller
- Friedrich Hahn
- Stefan Horvath
- Karin Ivancsics
- Heinz Janisch
- Rudolf Karazman
- Kurt Kuch
- Eduard Kutrowatz
- Johannes Kutrowatz
- Josef Landgraf
- Christoph Mauz
- Peter de Mendelssohn
- Jakob Michael Perschy
- Mechthild Podzeit-Lütjen
- Ludwig Popper
- Hans Raimund
- Sophie Reyer
- Hans Rochelt
- Sibylle Schleicher
- Reiner Steinweg
- Bernhard Strobel
- Reinhold F. Stumpf
- Katharina Tiwald
- Jutta Treiber
- Günter Unger
- Traude Veran
- Hannes Vyoral
- Peter Wagner
- Johann Werfring